# Jean Thuillier (producteur)
Pour les articles homonymes, voir Thuillier et Jean Thuillier (écrivain).
Jean Thuillier est un producteur de cinéma français, né le 9 avril 1918 à Varaignes (Dordogne) et mort le 23 décembre 1967 à Paris.

## Biographie
Licencié en droit, diplômé d'Études supérieures et droit public, il travaille d'abord dans la presse comme administrateur de sociétés avant de se tourner vers le cinéma. Il est tour à tour secrétaire général d'Union Générale Cinématographique (UGC), puis directeur général adjoint d'Alliance générale de distribution cinématographique et co-directeur gérant du distributeur Consortium du FR.
Dans les années 1950-1960, Jean Thuillier est producteur ou producteur délégué de plusieurs films, notamment avec la société de production Les Éditions cinégraphiques, parmi lesquels : Le Testament d'Orphée de Jean Cocteau ou Ascenseur pour l'échafaud de Louis Malle.

## Filmographie
- 1956 : Un condamné à mort s'est échappé ou Le vent souffle où il veut de Robert Bresson
- 1957 : Ascenseur pour l'échafaud de Louis Malle
- 1958 : Les Amants de Louis Malle
- 1958 : Bobosse d'Étienne Périer
- 1960 : Le Testament d'Orphée de Jean Cocteau
- 1961 : Les Mauvais Coups de François Leterrier
- 1962 : Tassili n'Ajjer de Jean-Dominique Lajoux (court métrage)
- 1963 : Ballade pour un voyou de Jean-Claude Bonnardot